# Saltación

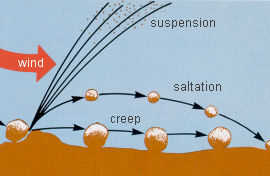
Diagrama del proceso de saltación de arena. (creep= acarreo; wind=viento)

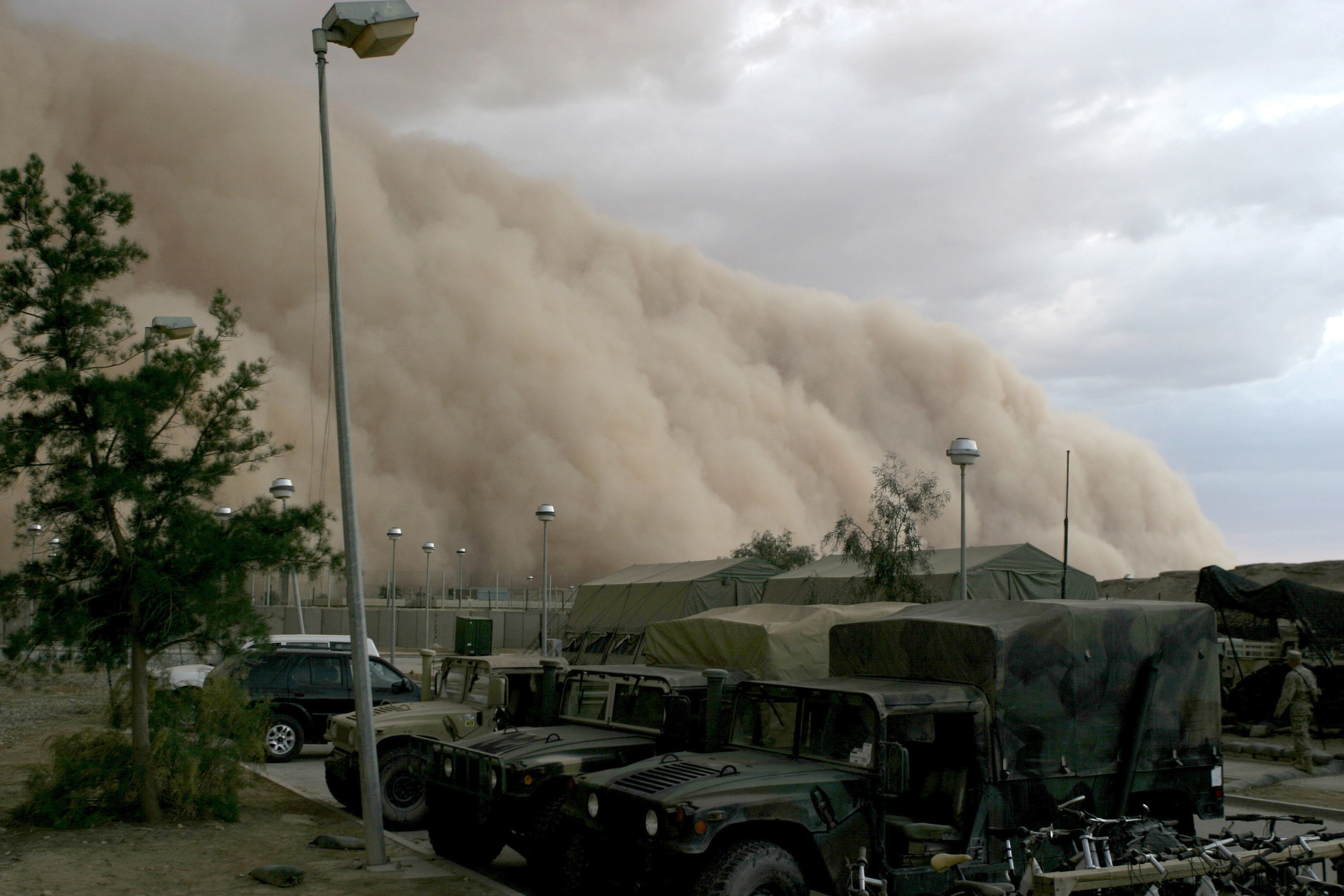
Una tormenta de polvo en Irak, 2005

La saltación (a partir del latín saltus, "salto"), en geología, es un tipo específico de transporte de partículas a través de fluidos, ya sean el viento o líquidos más densos como el agua. Se produce cuando el material suelto es removido de un lecho y es transportado por el fluido, antes de ser transportado de regreso a la superficie. Los ejemplos incluyen el transporte de cantos rodados por los ríos, la deriva de arena sobre las superficies del desierto, el suelo soplado sobre los campos, o incluso la deriva de la nieve sobre superficies lisas como las del Ártico o las praderas canadienses.

## Descripción del proceso
A bajas velocidades del fluido, el material suelto rueda aguas abajo, estando en contacto con la superficie. Esto se llama arrastre, acarreo o reptación. Aquí las fuerzas ejercidas por el fluido sobre la partícula son sólo las suficientes para hacer rodar la partícula alrededor del punto de contacto con la superficie.
A altas velocidades, el impulso y el momento que el fluido ejercen sobre la partícula son suficientes para llevarla lejos de la superficie dentro del flujo. Inicialmente, la partícula se mueve con bastante rapidez en comparación con el flujo y si tiene una gran impulso, logra moverse lejos de la superficie. A medida que la partícula se mueve en el flujo más rápida se aleja del lecho, pero gradualmente la diferencia de velocidad entre las partículas y el flujo disminuye y así disminuye el impulso. Cuando el peso de las partículas es mayor que la fuerza de sustentación, las partículas se hunden hacia la superficie. Durante su descenso, la partícula mantiene algo de la velocidad conseguida en el fluir más rápido, y así retorna a la superficie a una velocidad superior a la del fluido cerca de la superficie. Esto le da a la partícula una trayectoria parabólica a través del fluido , que es la característica definitoria de la saltación.
Dependiendo de la superficie, más material suelto puede ser desalojado por la partícula impactante, la partícula puede desintegrarse en el impacto, o la partícula podría seguir botando aguas abajo. En los ríos, este proceso se repite continuamente, erosionando gradualmente a lo largo del lecho del río, y también transportando material fresco desde aguas arriba.
La suspensión afecta generalmente a las partículas pequeñas (pequeña significa 100 micras o menos para las partículas en el aire). Estas partículas experimentan fuerzas de elevación que son similares en magnitud al peso de la partícula. Estas partículas más pequeñas son llevadas por el fluido en suspensión, y por convección aguas abajo. Las partículas son llevadas hasta que el fluido se desacelera. Cuando el peso es mayor que el impulso, las partículas se asientan.
Un estudio reciente muestra que las partículas de arena en saltación inducen un campo eléctrico estático por la fricción. La arena en saltación adquiere una carga negativa respecto al suelo que a su vez afloja más partículas de arena que luego comienzan la saltación. Este proceso se ha encontrado que dobla el número de partículas predichas por la teoría anterior. Esto es importante en meteorología, ya que es principalmente la saltación de partículas de arena la que desaloja a las partículas de polvo más pequeñas en la atmósfera. Las partículas de polvo y otros aerosoles, como el hollín, afectan a la cantidad de luz solar recibida por la atmósfera y la tierra, y son los núcleos para la condensación del vapor de agua.

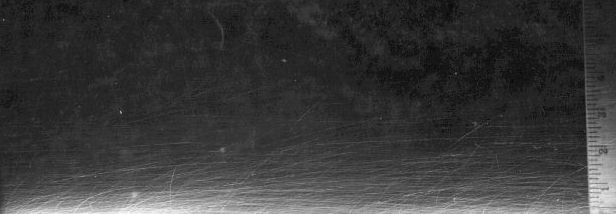
Saltación de dunas de arena en un túnel de viento (fotografía: Wind Erosion Research Unit, USDA-ARS, Manhattan, Kansas)